# Vinsberg
Vinsberg est une localité de la commune française de Volstroff dans le département de la Moselle. Entre 1790 et 1811, Vinsberg et Schell formaient ensemble une commune, celle-ci a été rattachée à Volstroff par décret.

## Toponymie
- Anciennes mentions : Vuinesberg (1180), Venesberg (1251), Vanisperg (1264), Winisperch (1270), Winesperch (1271), Vanisberg (1277), Winsperck et Winesperc (1283), Winisper (1297), Winesperch (1390), Winsbergh (1403), Wwanisperch (1429), Winsperch (1440), Wisberg (1680), Wainsperg et Winspergs (XVIIe siècle), Weinsberg (1756), Vuisberg (1793)[1],[2].
- Vinsberg, anciennement Weinsberg, est le nom germanique appellatif de côte-vignoble[3].
- Wäinsberg[4] et Wäinsbierg en francique lorrain.

## Histoire
Vinsberg était autrefois une seigneurie autonome et haute justicière, dont la juridiction s'étendait sur les villages de Kirsch, Schel et Metzer-Esch.
Cette localité dépend du bailliage de Thionville de 1661 à 1790 et concernant le plan spirituel, elle était annexe de la paroisse de Luttange.
La commune composée de Vinsberg et de Schell est rattachée à Volstroff par décret du 26 avril 1811.